# Kalifornijski polotok
Kalifornijski polotok (špansko Península de Baja California, dob. 'Polotok spodnje Kalifornije') je polotok na severozahodu Mehike, ki ločuje Kalifornijski zaliv od Tihega oceana. Razteza se od severozahoda proti jugovzhodu v dolžini 1220 km in je prstaste oblike, z 240 km na najširši točki ter 40 km na najožji. Približno na polovico ga delita mehiški zvezni državi Baja California in Baja California Sur.
Geološko je nadaljevanje obalnih gorskih verig zahoda Severne Amerike. Zahodna obala je skalnata in razbrazdana, z le nekaj priobalnimi nižinami. Zaradi vpliva severovzhodnih pasatov je podnebje sušno. Izvzemši reko Kolorado, ki se izliva v Kalifornijski zaliv na skrajnem severovzhodu polotoka, predstavljajo površinske vode le skromni potočki in posamični izviri.